# Métal hurlant

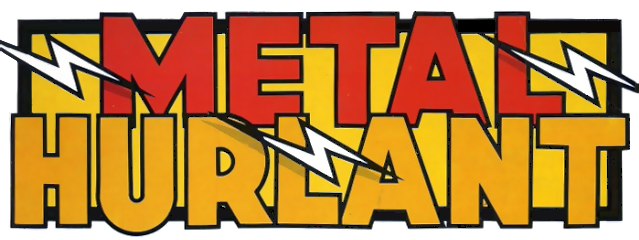
Métal hurlant Logo (1975)

Métal hurlant war ein maßgebliches französisches Comic-Magazin, das 1975–1987 und 2002–2006 im Verlag Les Humanoïdes Associés erschien und von dem es internationale Schwesterpublikationen, darunter auch in Deutschland, gab. Der Name bedeutet wörtlich etwa „kreischendes Metall“. Besonders einflussreich zeigte das Magazin sich für den Science-Fiction-Film der 1970er und 1980er Jahre.

## Hintergrund
Métal hurlant erschien zum ersten Mal im Januar 1975 und war mit 68 Seiten, davon 16 farbig, und vierteljährlicher Herausgabe recht bescheiden, entwickelte sich jedoch wegen des eigenwilligen Stiles bald zu einer Sensation auf dem Markt graphischer Erzählung. Seit der zehnten Ausgabe im Oktober 1976 erschien die Zeitschrift monatlich. In Deutschland war sie unter dem Namen Schwermetall bekannt, in England und USA unter Heavy Metal, in Spanien und den Niederlanden in der jeweiligen Landessprache. Die Künstler Jean Giraud (Moebius) und Philippe Druillet, die sich unter den Gründern befanden, Enki Bilal, Philippe Caza, sowie der US-Comic-Künstler Richard Corben erlangten dadurch weltweite Bekanntheit.